# Slurve
Der Slurve (Kofferwort aus Slider und Curveball) ist eine Wurftechnik eines Pitchers im Baseball. Hierbei wird der Ball mit der Wurfbewegung eines Curveball geworfen, der Ball wie beim Slider absichtlich dezentral gehalten. Hierdurch wird ein doppelter Effet erreicht.
Einer der bekanntesten Slurve-Pitcher war der langjährige Chicago-Cubs-Pitcher Kerry Wood, der einmal 20 Strikeouts in einem Neun-Inning-Spiel schaffte.